# Provinciale weg 234
De provinciale weg N234 loopt van Groenekan naar Soest. Er zijn aansluitingen naar de N417 bij Groenekan, naar de A27 en de N238 bij Bilthoven en naar de N221 bij Soest.